# Hibbardia
Hibbardia is een geslacht van uitgestorven kreeftachtigen uit de klasse van de Ostracoda (mosselkreeftjes).

## Soorten
- Hibbardia lacrimosa (Swartz & Oriel, 1948) Kesling, 1953 †
- Hibbardia nodosa Tillman, 1984 †